# Johannesburg Mountain
Der Johannesburg Mountain ist einer der berühmtesten Berge in den North Cascades im US-Bundesstaat Washington. Obwohl er weder unter den hundert höchsten Bergen des Staates rangiert noch einer der prominentesten Gipfel ist, ist er doch für sein ausgeprägt steiles Relief, insbesondere an der dramatischen Nordostflanke, bekannt, welche über nur 0,9 mi (1,4 km) um 1.525 m aufragt.
Der Name „Johannesburg Mountain“ entstammt einer Verwechslung mit „Johnsberg“, dem Namen dreier Bergbau-Claims an der Nordflanke des Berges. Gelegentlich wurde er auch „Elsbeth“ genannt.:274–281
Der Johannesburg Mountain wurde erstmals am 26. Juli 1938 von Calder Bressler, Bill Cox, Ray W. Clough und Tom Myers bestiegen; sie nutzen eine Variante der heute beliebtesten Route, der East Ridge/Cascade-Johannesburg Couloir Route. Diese und weitere Routen, die an der Südseite des Berges enden, sind größtenteils Kletter-Routen. Es gibt aber viele weitere Routen auf der Nord- und der Nordostseite, die technisch hoch anspruchsvoll sind und die Bergsteiger Gefahren durch herabstürzende Steine und Eis aussetzen.